# 希俄斯大屠殺

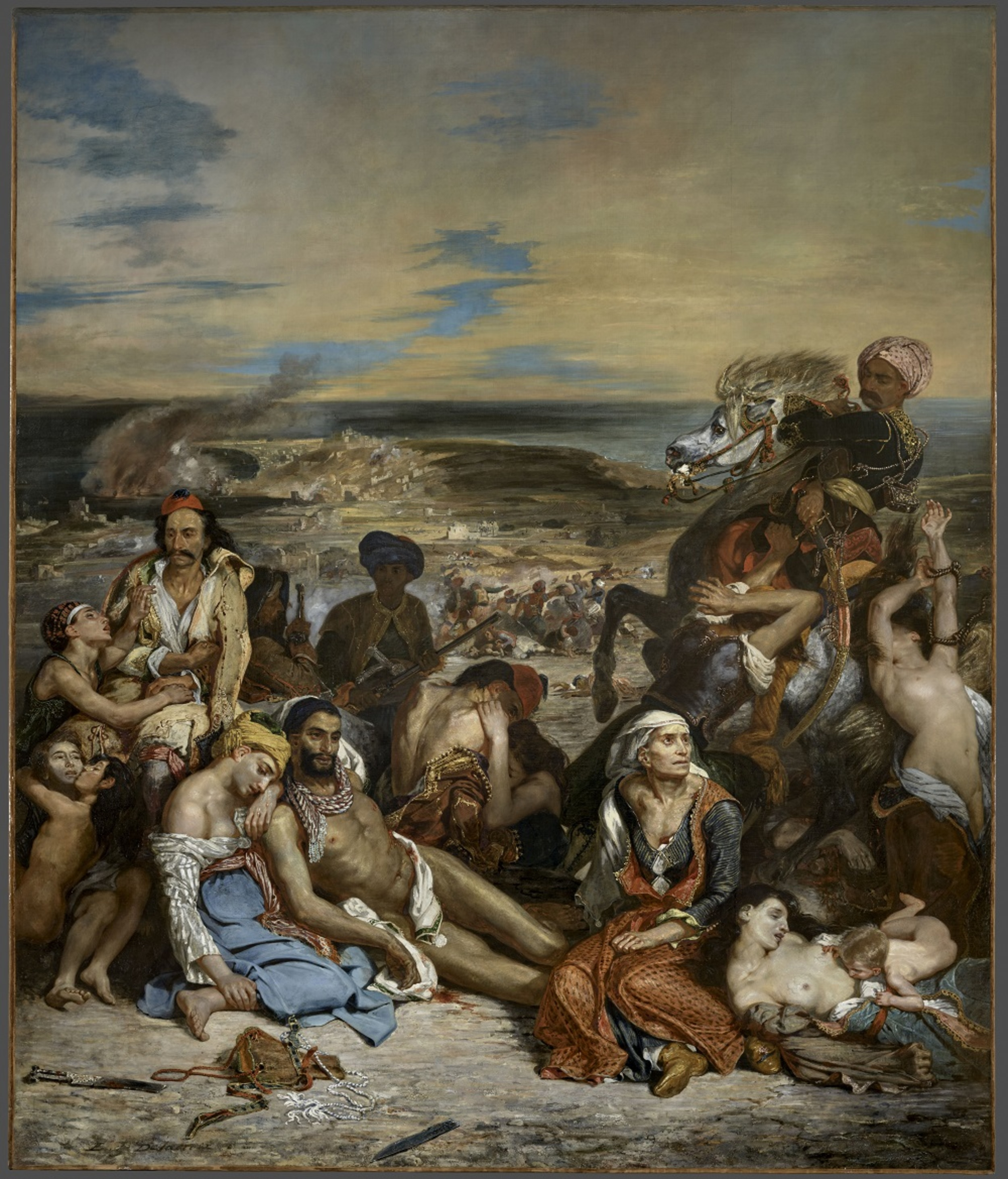
希俄斯大屠殺

希俄斯大屠殺，是1822年希臘獨立戰爭期間，鄂圖曼軍隊在希俄斯島上殺死42000名希臘島民的事件。
獨立戰爭開始後，鄰近島嶼的希臘人抵達希俄斯，並鼓勵希族加入他們的叛亂。作為回應，鄂圖曼帝國軍隊登陸島上，殺死數千人。對基督徒的屠殺惹怒了國際社會，激起了全世界對希臘獨立事業的支持。

## 背景
在超過2000年的時間裡，希俄斯商人和船東在黑海，愛琴海和地中海地區的貿易和外交領域一直舉足輕重。鄂圖曼帝國允許希俄斯人幾乎完全控制自己的事務。島上的乳香植物對其具有重大價值，國際化的希俄斯商人在君士坦丁堡也很突出。然而，大屠殺之後，該島再也沒有恢復其商業地位。
該島的統治階級不願參加希臘起義，因為擔心他們的安全和繁榮受到損失。此外，他們意識到，他們離安納托利亞的土耳其心臟地帶太近，無法保持安全(距離安那托利亞大陸只有6.7公里（4.2英里）。

## 大屠殺
1822年3月，隨著希臘起義在大陸上勢力不斷的強化，來自鄰近薩摩斯島的數百名武裝希臘人登陸希俄斯島。他們襲擊了土耳其人，使其撤退到了城堡。許多島民也決定參加革命。但是，絕大多數希俄斯島人口根本不採取任何行動，也沒有與其他希臘人一起抵抗鄂圖曼帝國。
卡普丹帕夏納蘇赫扎德·阿里·帕夏領導下的一支土耳其艦隊的援軍於3月22日抵達該島。他們迅速掠奪並劫掠了該鎮。 3月31日，政府下令燒毀該鎮，在接下來的四個月中，估計有40,000土耳其士兵抵達。 除了放火之外，部隊還被命令殺害所有三歲以下的嬰兒，12歲以上男子與40歲以上的女人，除非他們願皈依伊斯蘭教。
在12萬人口中，約有四分之三被殺害，奴役或死於疾病。據估計，在21,000人成功逃離，52,000人被奴役和52,000人被屠殺之後，仍有2,000人留在島上。成千上萬的倖存者散佈在整個歐洲，另一個消息來源說，大約有20,000人被殺死或餓死。大屠殺期間被奴役的一些年輕希臘人被鄂圖曼帝國所收養並皈依了伊斯蘭教。在鄂圖曼帝國，一些人上升到了顯赫的地位，例如喬治·斯特拉維拉基斯和易卜拉欣·埃德恒帕夏。
歐洲在報導這些事件時，人們感到非常憤慨，法國畫家歐仁·德拉克羅瓦創作了一幅描繪事件發生的畫作。 他的畫被命名為《希阿島的屠殺》（法語：Scènedes massacres de Scio）。
這幅畫的草稿是在德拉克洛瓦的監督下由他的一名學生在他的實驗室中創作的，並在雅典戰爭博物館展出。 2009年，這幅畫的副本在希俄斯的當地拜占庭博物館展出。 2009年11月，出於改善希臘與土耳其關係的一項「誠信倡議」將其撤出博物館。然而，希臘媒體抗議將其撤職。